# Bruixa petita
La bruixa petita (Chazara briseis) és una espècie de lepidòpter papilionoïdeu de la família dels nimfàlids (Nymphalidae) present als Països Catalans.

## Distribució
S'estén pel nord-oest d'Àfrica, centre i sud d'Europa, i fins a l'Àsia central. A Europa, és present de forma dispersa des de la meitat oriental de la península Ibèrica fins als 50°N, incloent centre i sud de França, Suïssa, centre i nord d'Itàlia, sud i est d'Alemanya, sud de Polònia i els Balcans fins al sud de Grècia. A l'Àsia és present a Turquia, el Caucas, l'Iran i a través del centre del continent fins a Sibèria, Kazakhstan, nord-oest de la Xina i Afganistan. Absent de les principals illes mediterrànies, excepte Sicília. A Catalunya se la troba principalment als Prepirineus, de forma local als Pirineus, i escassament al Montseny i als Ports de Tortosa-Beseit.

## Descripció
Envergadura alar d'entre 47 i 58 mm.
Dimorfisme sexual evident, en ser la femella clarament més gran i tenir les taques i ocels del revers més desenvolupats. Anvers de color bru fosc, gairebé negre, amb una franja blanca a la part exterior, la qual es veu interrompuda per les venes a l'ala anterior i que és contínua a l'ala posterior, tot i que més difusa. La femella presenta dos ocels negres dins de la banda blanca a l'ala anterior, mentre que el mascle només en té un. Revers de l'ala anterior de color grisós amb la banda blanca i els ocels ben visibles, i una taca negra prop de la base. Revers de l'ala posterior blanquinosa en el cas del mascle, amb dues taques negres prop de la base i una línia fosca sinuosa prop del marge exterior. La femella presenta el revers de l'ala posterior d'un color gris uniforme, amb petits canvis de tonalitat poc aparents. Marge de l'ala posterior fistonat en ambdós sexes.

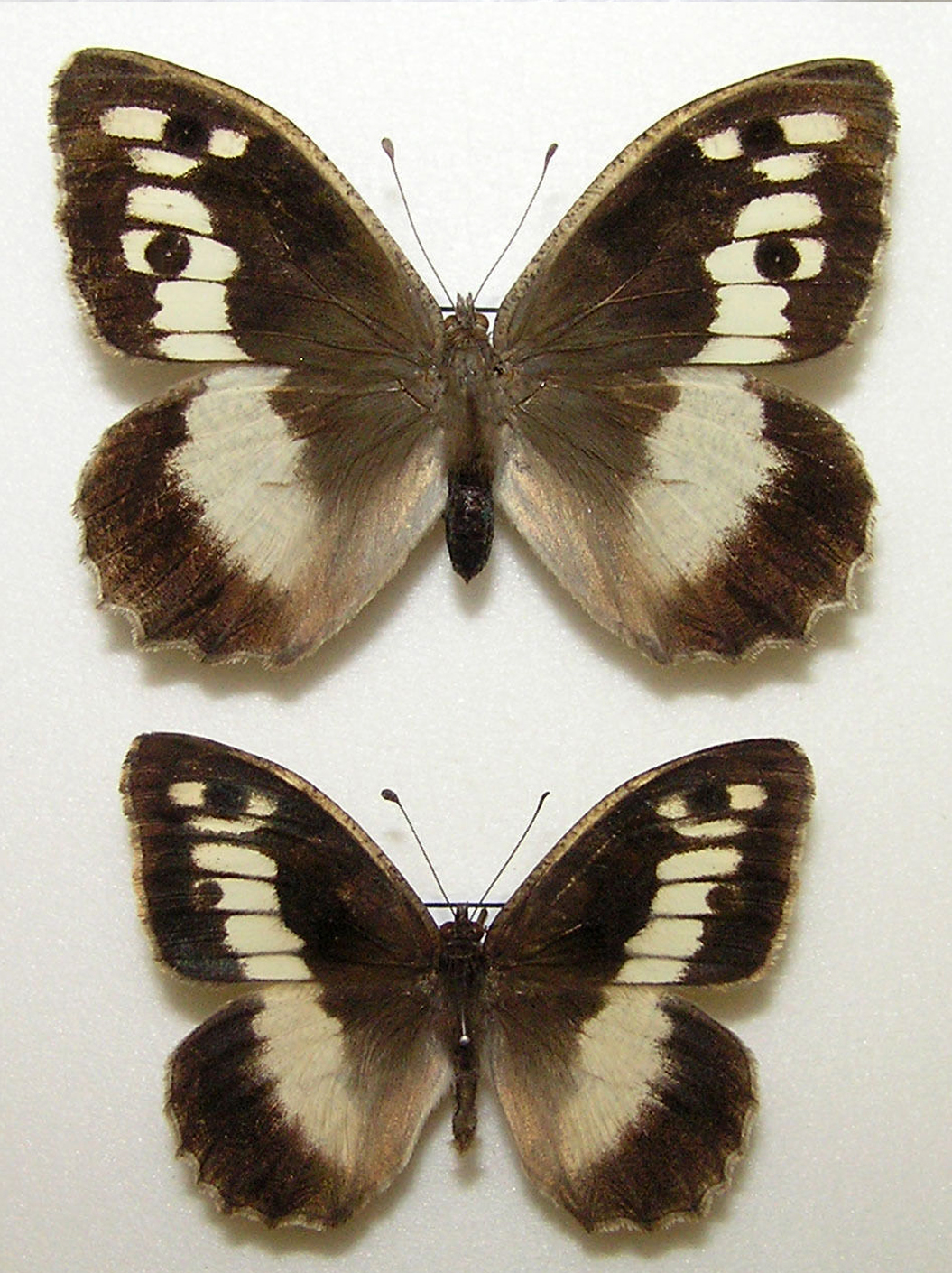
♀ i ♂

## Hàbitat
Llocs pedregosos secs, sovint càlids, en matollars. També prats secs amb presència d'arbustos. Rang altitudinal des del nivell del mar fins als 2500 m al nord d'Àfrica i des del nivell del mar fins als 2000 m a Europa. L'eruga s'alimenta de diverses gramínies, com ara Festuca ovina, Brachypodium, Bromus, Sesleria albicans i Stipa parviflora.

## Període de vol i hibernació
Vola en una única generació entre finals de maig i l'octubre, en funció de la localitat i l'altitud. Hiberna com a eruga.

## Espècies ibèriques similars
- Bruixa de ponent (Chazara prieuri)